# Trichuriaza
Trichuriaza, cunoscută și sub numele de infestarea cu viermele-bici, este o infestare provocată de un vierme parazit Trichuris trichiura (viermele-bici). Dacă infestarea este provocată de doar câțiva viermi, de obicei, nu există simptome. La persoanele infestate cu mulți viermi este posibil să existe dureri abdominale, oboseală șidiaree. Diareea conține uneori sânge. Infestarea, la copii, poate duce la întârzieri ale dezvoltării intelectuale și fizice. Poate apărea nivel scăzut de hematii în sânge, din cauza pierderii de sânge.

## Cauze
Boala se răspândește, de obicei, atunci când oamenii consumă hrană sau apă ce conțin ouăle acestor viermi. Aceasta se poate petrece atunci când legumele contaminate nu sunt spălate sau gătite complet. Adesea, aceste ouă se află în sol, în zone în care oamenii defechează în exterior și acolo unde fecalele umane netratate sunt utilizate ca îngrășământ. Aceste ouă provin din fecalele persoanelor infectate. Copiii mici, care se joacă pe un astfel de sol și care își introduc, apoi, mâinile în gură, se infectează cu ușurință. Viermii trăiesc în intestinul gros și au aproximativ patru centimetri lungime. Infecția cu viermele-bici se diagnostichează prin constatarea prezenței ouălor acestuia în probele de materii fecale examinate la microscop. Ouăle au formă de butoiaș.

## Prevenire și tratament
Prevenirea infestării constă în gătirea corespunzătoare a hranei și spălarea mâinilor înainte de a găti. Alte măsuri includ îmbunătățirea accesului la igienă, cum ar fi asigurarea utilizării toaletelor funcționale și curate, precum și accesul la apă curată. În zonele din lume unde infestările de acest tip sunt des întâlnite, grupuri întregi de oameni vor fi tratate simultan și în mod regulat. Tratamentul constă în administrarea timp de trei zile a următoarelor medicamente: albendazol, mebendazol sau ivermectină. De multe ori, oamenii se infestează din nou, după tratament.

## Epidemiologie
Infestarea cu viermele-bici afectează aproximativ 600 până la 800 de milioane de oameni din întreaga lume. Este cel mai des întâlnită în țările tropicale. În țările în curs de dezvoltare, persoanele infestate cu viermele-bici suferă în mod frecvent și de infestări cu viermi-cârlig și de ascaridioză. Aceste aspecte au un efect negativ, pe scară largă, asupra economiei multor țări. Se lucrează la crearea unui vaccin împotriva acestei boli. Trichuriaza este clasificată ca boală tropicală neglijată.